# Ctenoplectra thladianthae
Ctenoplectra thladianthae is een vliesvleugelig insect uit de familie bijen en hommels (Apidae). De wetenschappelijke naam van de soort is voor het eerst geldig gepubliceerd in 1941 door van der Vecht.